# Бекет (Маканчинський район)
Беке́т (каз. Бекет) — село у складі Маканчинського району Абайської області Казахстану. Входить до складу Каратальського сільського округу.
Населення — 361 особа (2021; 394 у 2009, 589 у 1999,  у 1989).